# Christamaria Fiedler
Christamaria Fiedler (* 1945 in Berlin) ist eine deutsche Kinderbuchautorin. Sie lebt in Schöneiche bei Berlin und auf Gran Canaria, dort arbeitet sie seit 1967 als freie Autorin für Verlage, Presse, Rundfunk und Fernsehen überwiegend in Sachen Kinderliteratur aber auch vereinzelt Belletristik.

## Werke

### Kinder- und Jugendbücher
- Die Weihnachtsmannfalle. Verlag Neue Musik Berlin, 1976[2]

- Keine Klappe für Kaschulla. Kinderbuchverlag, Berlin 1980.
- Die Braut auf Rezept. Kinderbuchverlag, Berlin 1983.
- Geburtstagskind im Sternenbild. Kinderbuchverlag, Berlin 1991, ISBN 3-358-02035-5.
- Frühstück für den Waran. Thienemann, Stuttgart und Wien 1993, ISBN 3-522-16831-3.
- El verano de los animales. Alfaguara, Madrid 1994, ISBN 978-8420448190. (spanisch)
- Lilli Holle und die Weihnachtsfamilie. Thienemann, Stuttgart Wien Bern 2000, ISBN 3-522-17312-0.
- Kein Ferienjob für schwache Nerven. Thienemann, Stuttgart und Wien 2001, ISBN 3-522-17424-0.

### ReiheFreche Mädchen – freche Bücher!
- Risotto criminale oder Dinner für den Dieb!. Thienemann, Stuttgart Wien Bern 1998, ISBN 3-522-16965-4.[3]
- Spaghetti criminale!. Thienemann, Stuttgart Wien Bern 1999, ISBN 3-522-17323-6.
- Kürbis criminale!. Thienemann, Stuttgart und Wien 2002, ISBN 3-522-17250-7.
- Popcorn criminale. Thienemann, Stuttgart und Wien 2004, ISBN 3-522-17635-9.
- Sushi criminale. Thienemann, Stuttgart und Wien 2005, ISBN 3-522-17714-2.
- Christmas criminale. Thienemann, Stuttgart und Wien 2006, ISBN 3-522-17844-0.
- Ketchup criminale. Thienemann, Stuttgart und Wien 2007, ISBN 978-3-522-17864-8.